# Kinas Davis Cup-lag
Kinas Davis Cup-lag styrs av kinesiska tennisförbundet och representerar Kina i tennisturneringen Davis Cup, tidigare International Lawn Tennis Challenge. Kina debuterade i sammanhanget 1924, och spelade final i Östra zonen 1987 samt kvalade till elitdivisionen 1990.